# Xylonaeus semimargo
Xylonaeus semimargo är en skalbaggsart som beskrevs av Heinrich Bickhardt 1916. Xylonaeus semimargo ingår i släktet Xylonaeus och familjen stumpbaggar. Inga underarter finns listade i Catalogue of Life.